# George H. Moses
George Higgins Moses fue un diplomático y figura política estadounidense. Se desempeñó como senador de los Estados Unidos desde Nuevo Hampshire y fue elegido presidente pro tempore del Senado.

## Biografía
George H. Moses nació en Lubec, Maine, el 9 de febrero de 1869. Se crio en Eastport, Maine y Franklin, Nuevo Hampshire, y se graduó en la Academia Phillips Exeter en 1887. Se graduó en el Dartmouth College en 1890 y fue Miembro de la fraternidad Psi Upsilon. En 1893 recibió una Maestría en Artes de Dartmouth.
Después de graduarse, aunque consideró un trabajo enseñando latín y griego, se unió al Concord Monitor y se convirtió en editor de un periódico.
Fue secretario privado del gobernador David H. Goodell de 1889 a 1891. Luego, Moses se dedicó al periodismo, trabajando como reportero, editor de noticias y editor en jefe del Concord Evening Monitor de 1892 a 1918. Moses era miembro de Nuevo Hampshire. Comisión Forestal de 1893 a 1907 y se desempeñó como secretario de la comisión. Moisés fue delegado de la Convención Nacional Republicana de 1908.
En 1909, el presidente William Howard Taft nombró a Moses como ministro de los Estados Unidos en Grecia y Montenegro, cargo que ocupó hasta 1912. El nombramiento fue una sorpresa para Moses, que se había opuesto a la nominación de Taft a la presidencia en la convención de 1908. Moses también fue delegado de la Convención Nacional Republicana de 1916.
En 1918, Moses fue elegido para el Senado de los Estados Unidos desde Nuevo Hampshire desde 1918. Sirvió hasta 1933 y fue presidente pro tempore de 1925 a 1933. Durante su servicio en el Senado, Moses fue presidente de: el Comité de Imprenta (Sexagésimo sexto al Sexagésimo octavos Congresos); Comité de Correos y Carreteras Postales (Congresos 69.º y 70.º); y Comité de Reglamento (Congresos Septuagésimo Primero y Septuagésimo Segundo).
Moses ganó por estrecho margen en su elección especial de 1918 para completar el mandato de Jacob H. Gallinger, y fue reelegido cómodamente en 1920 y 1926. Se postuló sin éxito para la reelección en 1932, perdiendo por estrecho margen ante Fred H. Brown en la aplastante victoria demócrata que también vio Franklin D. Roosevelt derrotó a nivel nacional a Herbert Hoover en las elecciones presidenciales de ese año. Fue delegado de la Convención Nacional Republicana de 1936.

## Vida tardía
Moses murió en Concord, Nuevo Hampshire el 20 de diciembre de 1944. Fue enterrado en el cementerio Franklin en Franklin, Nuevo Hampshire.